# دمیاط
دمیاط نام شهر و شهرستانی در استان دمیاط مصر می‌باشد.

## مشاهیر
- یوسف ادریس
- فاروق شوشه
- علی مصطفی مشرفه